# Modeuge
En modeuge er en begivenhed i modebranchen, som varer omkring en uge, hvor i modeskabere, mærker eller modehuse fremviser deres seneste kollektioner til medier og købere. Disse begivenheder har indflydelse på trends for de indeværende og kommende sæsoner.
De mest prominente modeuger afholdes i verdens modehovedstader, de fire store modeuger, som modtager majoriteten af medierne dækning er: New York, London, Milano og Paris. 
Modebranchen er blevet flerfoldig i det 21. århundrede og andre betydelige modeuger er Berlin, Los Angeles, Madrid, Rom, São Paulo, Shanghai og Tokyo.
Der afholdes modeuge i København to gange årligt.